# Anna Dalkowska
Anna Elżbieta Dalkowska (ur. 18 maja 1970 w Mławie) – polska prawniczka, sędzia i urzędniczka państwowa, doktor nauk prawnych, w latach 2019–2021 podsekretarz stanu w Ministerstwie Sprawiedliwości, od 2021 sędzia Naczelnego Sądu Administracyjnego.

## Życiorys
W 1994 lub 1995 została absolwentką Wydziału Prawa i Administracji Uniwersytetu Gdańskiego na podstawie pracy pt. Gwarancje bankowe. W 2006 ukończyła na macierzystym uniwersytecie studia podyplomowe z prawa europejskiego dla sędziów. W 2009 na Wydziale Prawa i Administracji Uniwersytetu im. Adama Mickiewicza uzyskała stopień doktora nauk prawnych na podstawie napisanej pod kierunkiem Andrzeja Skoczylasa pracy pt. Pozycja prawna zobowiązanego w administracyjnym postępowaniu zabezpieczającym. W 2018 wszczęto jej postępowanie habilitacyjne (na podstawie rozprawy pt. Transformacja podmiotowa w egzekucji administracyjnej). Postępowanie habilitacyjne zostało umorzone w 2020. Po ukończeniu studiów od 1994 do 2006 była nauczycielem akademickim w Katedrze Prawa Administracyjnego UG. Nauczała także w Szkole Wyższej Prawa i Dyplomacji w Gdyni, a po jej przekształceniu wykłada w Wyższej Szkole Bankowej w Gdańsku. Została redaktorem naczelnym kwartalników naukowych „Nieruchomości@” i „Probacja”, została przewodniczącą rady naukowo-programowej „Kwartalnika Prawa Międzynarodowego”. Specjalizuje się w prawie i postępowaniu administracyjnym, prawie cywilnym i egzekucji, autorka licznych publikacji naukowych z tego zakresu.
Jednocześnie z karierą naukową orzekała jako sędzia. W 1996 zakończyła aplikację zdanym egzaminem sędziowskim. Po odbyciu asesury w 2000 została powołana na stanowisko sędziego Sądu Rejonowego w Gdyni. Od 2005 do 2013 sprawowała funkcję wiceprzewodniczącej Wydziału I Cywilnego. Wykładała także w ramach aplikacji radcowskiej i szkoleń dla urzędników państwowych. W latach 1997–2003 była również pozaetatowym członkiem Samorządowego Kolegium Odwoławczego w Gdańsku. W 2017 oddelegowano ją do pracy w Ministerstwie Sprawiedliwości jako specjalistkę prawa cywilnego. Od czerwca 2017 była wicedyrektorem i dyrektorem Departamentu Prawa Administracyjnego MS, który odpowiada za wsparcie merytoryczne prac komisji reprywatyzacyjnej. W 2011 ubiegała się o stanowisko sędziego Wojewódzkiego Sądu Administracyjnego w Gdańsku, a w 2018 – sędziego Naczelnego Sądu Administracyjnego.
9 września 2019 powołana na stanowisko podsekretarza stanu w Ministerstwie Sprawiedliwości (w miejsce Łukasza Piebiaka), odpowiedzialnego m.in. za nadzór administracyjny nad sądownictwem, legislację z zakresu prawa cywilnego, administracyjnego i ustroju sądów powszechnych. Była pełnomocnikiem rządu RP w postępowaniach przed Trybunałem Sprawiedliwości Unii Europejskiej w zakresie dotyczącym praworządności. 23 lutego 2021 powołana na stanowisko sędziego Naczelnego Sądu Administracyjnego. 12 kwietnia 2021 została odwołana ze stanowiska podsekretarza stanu w Ministerstwie Sprawiedliwości. W 2022 została wybrana w skład Krajowej Rady Sądownictwa, weszła następnie w skład jej prezydium.